# Peter Trojovsky
Peter Trojovsky es un deportista alemán que compitió para la RFA en piragüismo en la modalidad de eslalon. Ganó una medalla de plata en el Campeonato Mundial de Piragüismo en Eslalon de 1967, en la prueba de K1 por equipos.

## Palmarés internacional
| Campeonato Mundial | Campeonato Mundial                 | Campeonato Mundial | Campeonato Mundial |
| Año                | Lugar                              | Medalla            | Competición        |
| ------------------ | ---------------------------------- | ------------------ | ------------------ |
| 1967               | Lipno nad Vltavou (Checoslovaquia) | Medalla de plata   | K1 por equipos     |